# Manuca Almeida
Emmanuel Gama de Sousa Almeida, (Aracaju, 16 de dezembro de 1963 - Barretos, 11 de novembro de 2017), mais conhecido como Manuca Almeida, foi um compositor, poeta, ator, produtor musical e escritor brasileiro. 
Entre seus sucessos estão: Esperando na janela, Pop zen, Mulheres gostam, Toca pra nós dois, Clareza, Menina Maluquinha, Um pouco mais de fé, Respeite a maré  e muitas outras. São mais de 600 músicas compostas e mais de 250 gravadas."
Em 2001, compôs a música "Esperando na Janela", em parceria com Targino Gondim e Raimundinho do Acordeom. Gravada por Gilberto Gil e mais de 170 fonogramas conforme fonte do ECAD, venceu o Grammy Latino como melhor música brasileira daquele ano.